# Тено Гошев
Тено Гошев Овчаров е български революционер, деец на Вътрешната македоно-одринска революционна организация.

## Биография
Роден е в 1862 година в град Кукуш, тогава в Османската империя, днес Килкис, Гърция. Остава без майка още като малък и става овчар. След това учи обущарския занаят. Става майстор и отваря собствена работилница за обуща. Взима семейното име Гошев. Влиза във ВМОРО и развива широка дейност по революционните борби на българите в Кукушко, като участва в ръководството на Кукушкия революционен комитет на организацията.
След Илинденско-Преображенското въстание се провежда околийски конгрес в Кукуш в 1904 година край Арджанското езеро, на който е избрано ново ръководство на Кукушката революционна околия. На конгреса са избрани и две околийски съдилища. Първият район включва западната част на града и селата, които се намират на запад от Кукуш. Вторият район обхваща източната част на Кукуш и всички села в Карадаг. Избраните членове на съдилището на втория район са Туше Балтов, Туше Чичиклиев и Тено Гошев Овчаров.
Синът му Петър Гошев оставя спомени, написани в 1968 година и описващи спомените му от националноосвободителните борби на българите в Кукушко и участието му в Балканските войни.